# Putuo

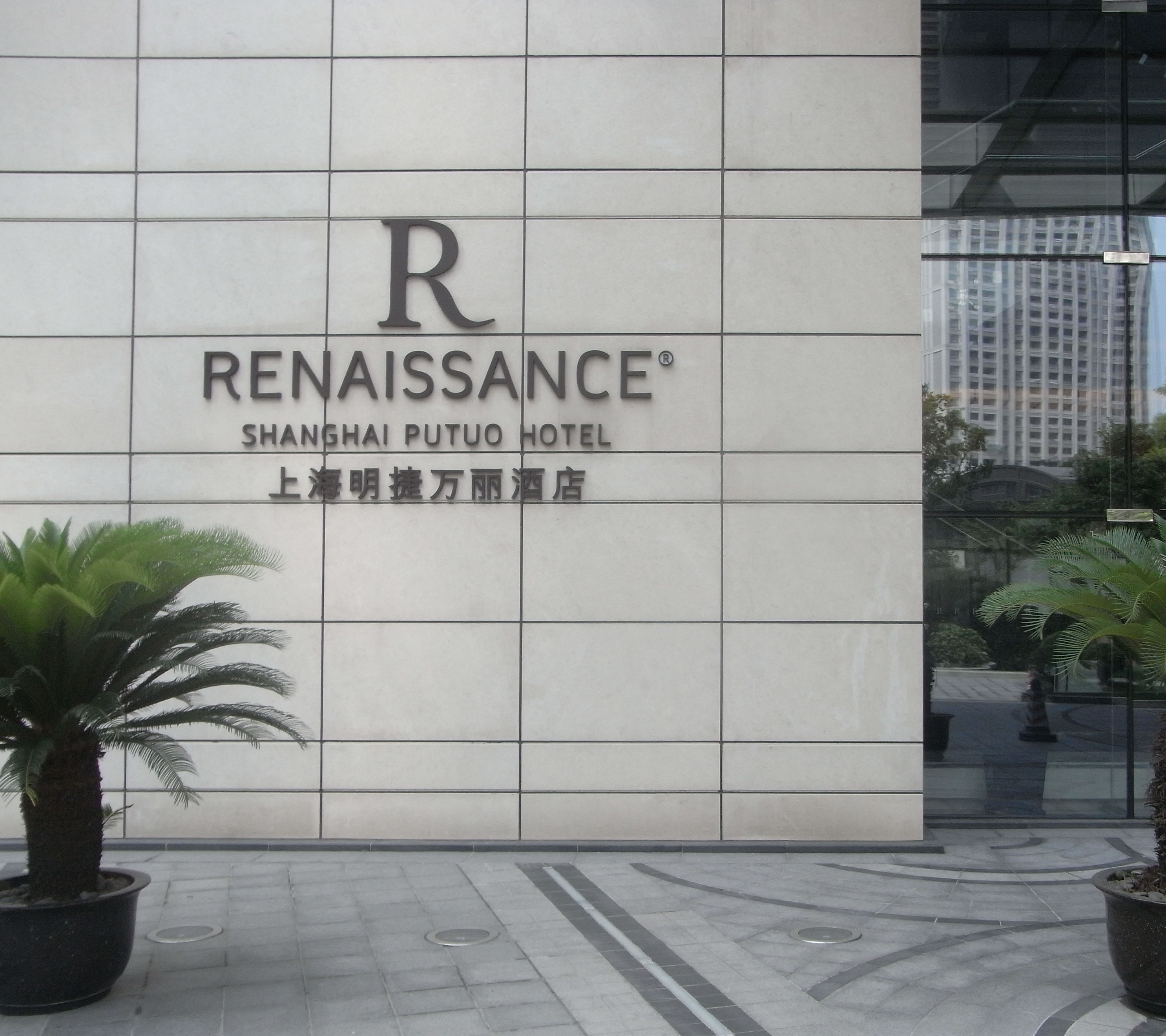
Símbolo do Renaissance Shanghai Putuo Hotel

Putuo (chinês tradicional: 普陀區, chinês simplificado: 普陀区, pinyin: Pǔtuó Qū; xangainês: phu2 du1 chiu1) é um distrito do município de Xangai, República Popular da China. Cobre uma área de 54,83 km2 (21,17 sq mi). O distrito de Putuo faz fronteira com o distrito de Baoshan ao norte, o distrito de Jing'an a leste e sudeste, o distrito de Changning a sudoeste e o distrito de Jiading a oeste.